# John Ahlberk
John Ahlberk, född 5 mars 1970, är en svensk jurist och ämbetsman. Han är generaldirektör och chef för Inspektionen för vård och omsorg sedan den 3 mars 2025.
Ahlberk är utbildad jurist och har även genomfört notarie- och domarutbildning. Sedan 2001 har han arbetat vid justitiedepartementet, där han 2013 utsågs till enhetschef vid Kriminalpolitiska enheten. I april 2020 utnämnde regeringen Ahlberk till ny generaldirektör och chef för Statens haverikommission, där han tillträdde 1 maj samma år.
Han utsågs 2025 till generaldirektör för Ivo - Inspektionen för vård och omsorg.